# Sarasota
Sarasota és una població dels Estats Units, seu del comtat de Sarasota, a l'Estat de Florida. Segons el cens de l'1 de juliol de 2007 tenia 52.578 habitants.

## Demografia
Segons el cens del 2000, Sarasota tenia 52.715 habitants, 23.427 habitatges, i 12.064 famílies. La densitat de població era de 1.366,9 habitants/km².
Dels 23.427 habitatges en un 19,7% hi vivien nens de menys de 18 anys, en un 35,3% hi vivien parelles casades, en un 12,3% dones solteres, i en un 48,5% no eren unitats familiars. En el 38,3% dels habitatges hi vivien persones soles el 16,3% de les quals corresponia a persones de 65 anys o més que vivien soles. El nombre mitjà de persones vivint en cada habitatge era de 2,12 i el nombre mitjà de persones que vivien en cada família era de 2,81.
Per edats la població es repartia de la següent manera: un 18,4% tenia menys de 18 anys, un 9,2% entre 18 i 24, un 27,9% entre 25 i 44, un 22,5% de 45 a 60 i un 22% 65 anys o més.
L'edat mediana era de 41 anys. Per cada 100 dones de 18 o més anys hi havia 92,8 homes.
La renda mediana per habitatge era de 34.077 $ i la renda mediana per família de 40.398 $. Els homes tenien una renda mediana de 26.604 $ mentre que les dones 23.510 $. La renda per capita de la població era de 23.197 $. Entorn del 12,4% de les famílies i el 16,7% de la població estaven per davall del llindar de pobresa.

## Poblacions més properes
El següent diagrama mostra les poblacions més properes.